# Palmeiras de Beira
Palmeiras de Beira est un club mozambicain de football basé dans la ville de Beira.

## Historique
Le seul trophée majeur du club est une Coupe du Mozambique, remportée en 1979 après une séance de tirs au but face à GD Companhia Têxtil do Punguè. Cette victoire permet à Palmeiras de se qualifier pour la Coupe des Coupes 1980, où il se fait éliminer dès le premier tour par le club du Lesotho de Matlama FC (3-4, 1-1). 
La saison suivante, il atteint à nouveau la finale de la Coupe mais perd cette fois-ci face au vainqueur du championnat, CD Costa do Sol, lui permettant de participer à nouveau à la Coupe des Coupes. Lors de l'édition suivante, après avoir profité du forfait des Swazilandais de Mbabane Highlanders au premier tour, les Mozambicains sont sèchement sortis par le club zambien de Power Dynamos FC (1-1, 0-5). C'est à ce jour la dernière apparition en compétition continentale du club. 

## Palmarès
- Coupe du Mozambique (1)
  - Vainqueur : 1979
  - Finaliste : 1980, 1984, 1987